# Batman and Robin (filmserie)
Batman and Robin är en amerikansk filmserie från 1949, producerad av Columbia Pictures, och är indelad i 15 kapitel. Serien är en uppföljare till 1943 års filmserie Batman, men inkluderar helt andra skådespelare.

## Handling
Den dynamiska duon möter Wizard, en skurk med luva med en elektronisk apparat som kan kontrollera bilar och en strävan att ställa utmaningar för den dynamiska duon, vars identitet förblir ett mysterium fram till slutet av serien.

## Medverkande
- Robert Lowery – Batman/Bruce Wayne
- Johnny Duncan – Robin/Dick Grayson
- Jane Adams – Vicki Vale
- Lyle Talbot – kommissarie Gordon
- Ralph Graves – Winslow Harrison
- Don C. Harvey – Nolan, en hantlangare
- William Fawcett  – professor Hammil
- Leonard Penn – Carter, Hammils tjänare/Wizard
- Rick Vallin – Barry Brown, en hallåman i radio
- Michael Whalen – Dunne, en privatdetektiv
- Greg McClure – Evans, en hantlangare
- House Peters, Jr. – Evans, en hantlangare
- Jim Diehl – Jason, en hantlangare
- Rusty Wescoatt – Ives, en hantlangare
- Eric Wilton – Alfred Pennyworth (ej krediterad)
- George Offerman Jr. – Jimmie Valet, Vickis bror och hantlangare (ej krediterad)

## Kapitel
1. Batman Takes Over
2. Tunnel of Terror
3. Robin's Wild Ride
4. Batman Trapped!
5. Robin Rescues Batman!
6. Target - Robin!
7. The Fatal Blast
8. Robin Meets the Wizard!
9. The Wizard Strikes Back!
10. Batman's Last Chance!
11. Robin's Ruse
12. Robin Rides the Wind
13. The Wizard's Challenge
14. Batman vs. Wizard
15. Batman Victorious